# League of Women Voters
La League of Women Voters (la Ligue des femmes électrices) est une organisation civique aux États-Unis qui informe les électeurs sur les élections aux niveaux local, étatique et national. Elle est officiellement non partisane : elle ne soutient ni ne s’oppose aux candidats ou aux partis. L'organisation compte plus de mille chapitres locaux et cinquante chapitres d'État, ainsi qu'un chapitre territorial dans les îles Vierges des États-Unis.

## Histoire
La League of Women Voters a été fondée en 1920 pour aider les femmes à jouer un plus grand rôle dans les affaires publiques après avoir obtenu le droit de vote. Elle a commencé ses activités environ six mois avant que le dix-neuvième amendement à la Constitution des États-Unis donne aux femmes le droit de vote. Elle résulte de deux organisations précédentes : le National Council of Women Voters, fondé par Emma Smith DeVoe, et la National American Woman Suffrage Association, dirigée par Carrie Chapman Catt.
La Ligue a commencé à aider les femmes nouvellement émancipées à exercer leurs responsabilités d'électrices. À l'origine, seules les femmes pouvaient rejoindre la ligue ; mais en 1973, la charte a été modifiée pour inclure les hommes.
Cette organisation a été créée dans d'autres pays. Ainsi, la première League of Women Voters est fondée dans les îles Vierges à Port-d'Espagne en 1949 par Leonora Pujadas-McShine.